# Elburz
Elburz o Alborz és una cadena muntanyosa que separa l'altiplà central iranià de la depressió de la mar Càspia i, d'altra part, estableix la continuïtat entre el Caucas i l'Hindu Kush (Paropamísades). S'estén al nord-est i es fusiona amb les muntanyes i les fronteres més petites d'Aladagh. al nord-est a la carena paral·lela de la muntanya Kopet Dag a les parts del nord de Khorasan. Totes aquestes muntanyes formen part del cinturó d'Alpides, molt més gran. Aquesta serralada es divideix en les muntanyes d'Elburz occidental, central i oriental. La serralada occidental d'Elburz (normalment anomenada Talix) s'estén cap al sud-sud-est gairebé al llarg de la costa occidental del mar Caspi. L'Elburz central (les muntanyes d'Elborz en el sentit més estricte) s'estén d'oest a est al llarg de tota la costa sud del mar Caspi, mentre que la serralada d'Alburz oriental s'estén en direcció nord-est, cap a les parts del nord de la regió de Khorasan, al sud-est del Mar Caspi. La Muntanya Damavand (àrab Damawand), la muntanya més alta de l'Iran amb 5.610,0 m es troba a les muntanyes centrals d'Elburz i és el 12è cim més alt del món i el segon més destacat d'Àsia després de l'Everest.

Elburz en un mapa geogràfic de l'Iran

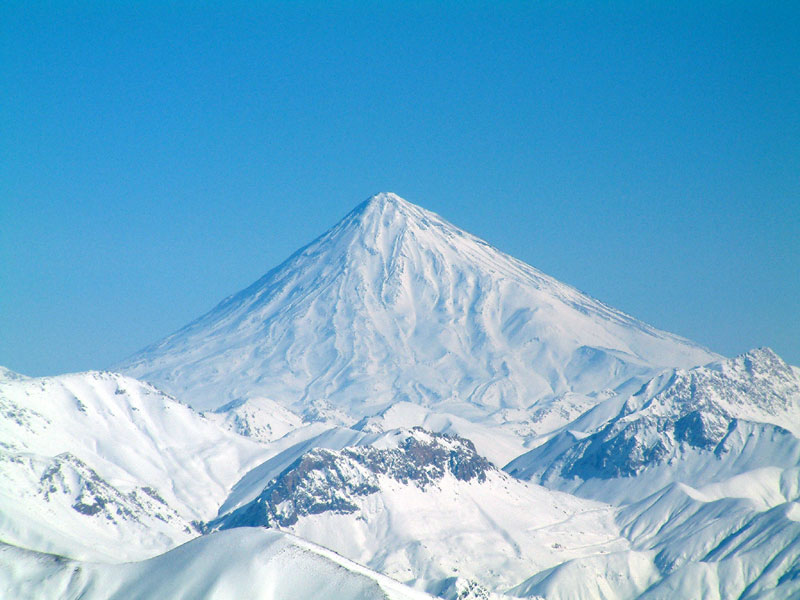
Damavand, el cim més alt d'Elburz

No s'ha de confondre amb el mont Elbrús, que és un cim del Caucas. L'alçada mitjana de la serralada no sobrepassa els 3.000 metres. A la part septentrional, hi ha molts boscos, però a la meridional la vegetació és minsa a causa de la poca quantitat de pluja. El primer que va donar aquest nom a la serralada fou Hamd Allah Mustawfi. Anteriorment, era coneguda com a Semiramidis Mons (Σεμειραμίδος ὄρος) i així és esmentada per Flavi Arrià i Marcià, que diuen que formava la part persa de l'entrada al golf Pèrsic a la regió de Carmània.

## Etimologia
El nom Alburz deriva de Harā Barazaitī, una muntanya llegendària de l'Avesta, el text principal del zoroastrisme. Harā Barazaitī prové d'un nom proto-iraní, Harā Bṛzatī, que significa "Muntanya Muralla". Bṛzatī és la forma femenina de l'adjectiu bṛzant- "alt", l'avantpassat del modern bouland persa i BarzBerazandeh, afins al sànscrit Brihat. Harā es pot interpretar com "vigilància" o "guarda", d'una arrel indoeuropea * ser- "protegir". Al persa mitjà, Harā Barazaitī es va convertir en Harborz, el persa modern Alborz, que és un parent d’Elbrús, el cim més alt del Caucas.

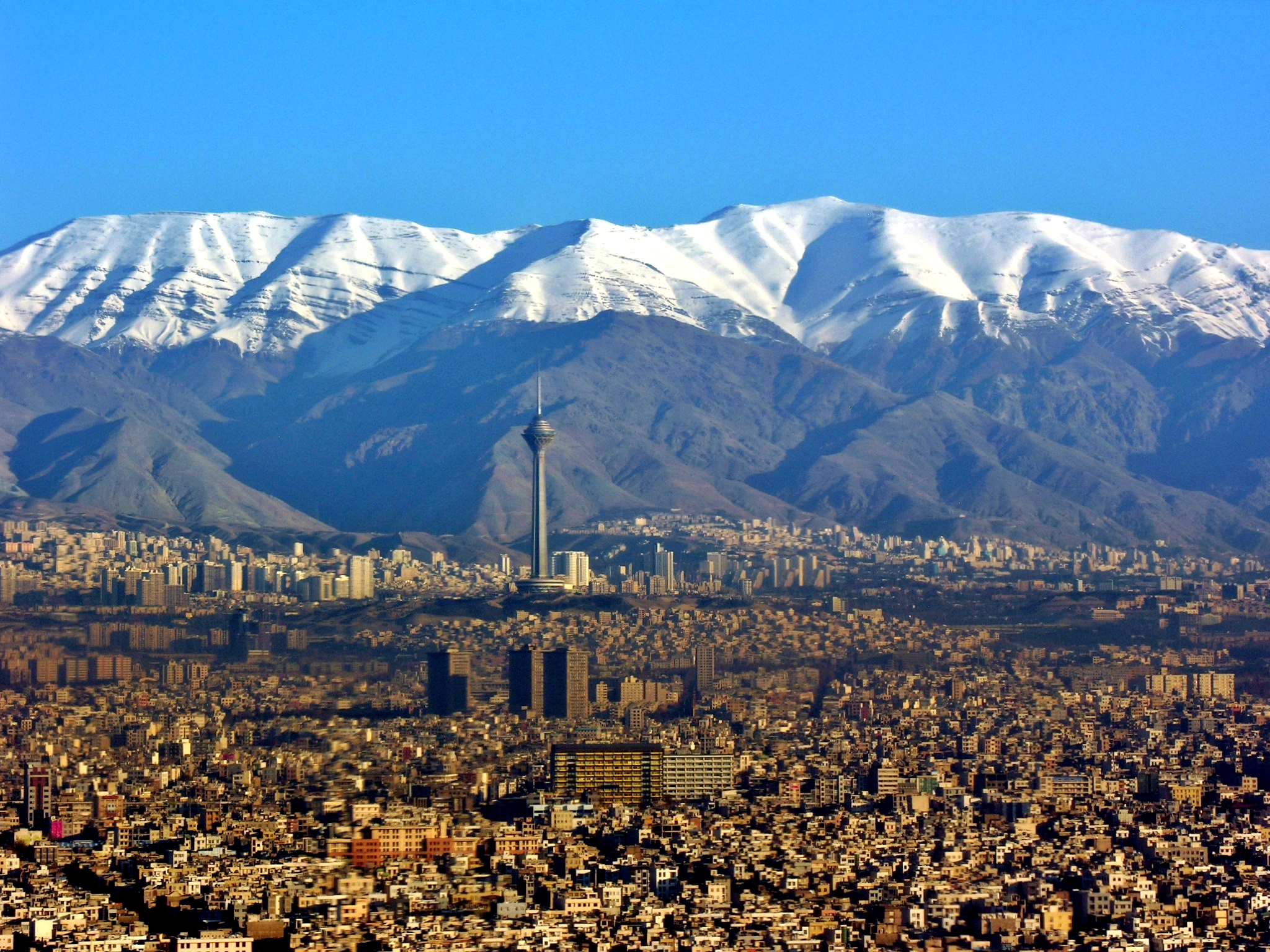
Serra d'Elburz vista des de Teheran

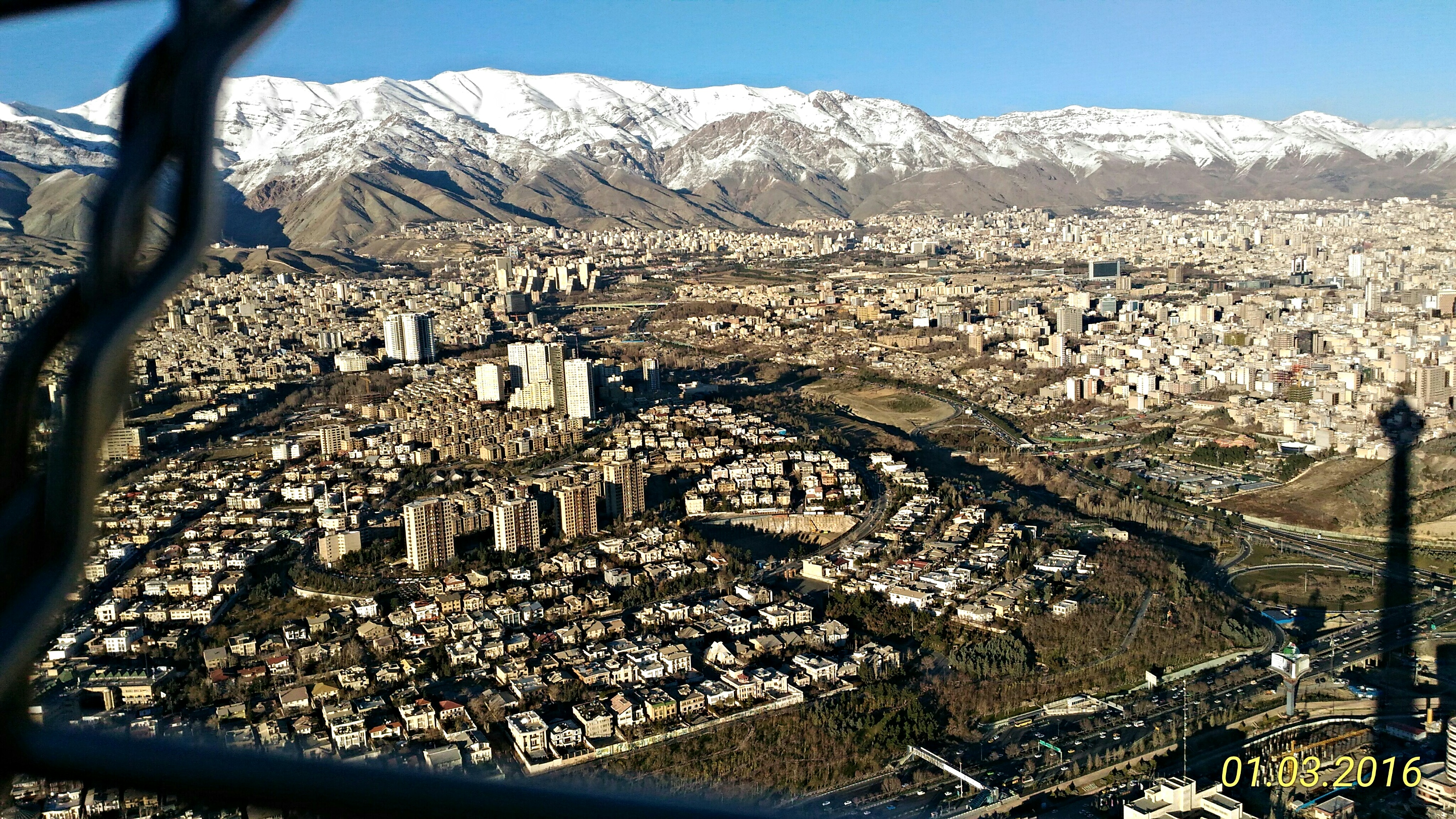
Vista de la torre Milad a la ciutat i les muntanyes

## Mitologia
Els zoroastrians semblen identificar la serralada amb el lloc d'habitatge dels peshyotans, i la secta zoroastriana Ilm-e-Kshnoom identifica la muntanya Davamand com la llar dels Saheb-e-Dilan ('Mestres del cor'). En la seva èpica Shahnameh, el poeta Firdawsí parla de les muntanyes "com si estiguessin a l'Índia ". Això podria reflectir un ús més antic, ja que nombrosos cims alts van rebre el nom, i alguns fins i tot el reflecteixen fins als nostres dies, inclòs el mont Elbrús a les muntanyes del Caucas i el mont Elbariz (Albariz, Jebal Barez) a la zona de Kerman sobre l'Estret d'Ormuz. Tots aquests noms reflecteixen el mateix compost lingüístic iranià, i han estat identificats especulativament, en un moment o altre, com la llegendària muntanya Hara Berezaiti de l'Avesta.

## Geologia
La serralada d'Elburz forma una barrera entre el sud del Caspi i l'Altiplà Iranià. Només són 60-130 km d'ample i consta de sèries sedimentàries que daten des del Devonià superior fins a l'Oligocè, predominantment calcàries del Juràssic sobre un nucli de granit. Les condicions continentals pel que fa a la sedimentació es reflecteixen en gresos gruixuts del Devonià i en esquists juràssics que contenen vetes de carbó. Les condicions marines es reflecteixen en estrats carbonífers i pèrmics que es componen principalment de calcàries. A la serralada oriental d'Elburz, la secció extrema oriental està formada per roques mesozoiques (principalment triàsiques i juràssiques), mentre que la part occidental de la serralada oriental d'Alborz està formada principalment per roques paleozoiques. Les roques precambrianes es poden trobar principalment al sud de la ciutat de Gorgan situada al sud-est del mar Caspi i, en quantitats molt més petites, a les parts central i occidental de la serralada central d'Alborz. La part central de la serralada Central Alborz està formada principalment per roques triàsiques i juràssiques, mentre que la secció nord-oest de la serralada està formada principalment per roques juràssiques. Llits molt gruixuts de tufs volcànics verds i laves terciaris (majoritàriament de l'Eocè) es troben principalment a les parts sud-oest i centre-sud de la serralada. L'extrem nord-oest de l'Alborz, que constitueix la serralada occidental d'Alborz o les Muntanyes Talix, està formada principalment per dipòsits volcano-sedimentaris del Cretaci superior, amb una franja de roques paleozoiques i una banda de roques triàsiques i juràssiques a les parts meridionals, tots dos en direcció nord-oest-sud-est. Quan el mar de Tetis es va tancar i la placa aràbiga va xocar amb la placa iraniana, i es va empènyer contra ella, i amb el moviment en sentit horari de la placa eurasiàtica cap a la placa iraniana i la seva col·lisió final, la placa iraniana es va pressionar des d'ambdós costats. Les col·lisions van provocar finalment el plegament de les roques del Paleozoic superior, el Mesozoic i el Paleogen i el vulcanisme del Cenozoic (principalment l'Eocè), per formar les muntanyes d'Alborz, principalment durant el Miocè. L'Orogènesi alpina va començar, doncs, amb el vulcanisme eocè a les parts sud-oest i centre-sud de l'Alborz, i va continuar amb l'aixecament i plegament de les roques sedimentàries més antigues a les parts nord-oest, central i est de la serralada, durant l'orogènia més important. Fases que daten de les èpoques del Miocè i del Pliocè.

## Ecoregions, flora i fauna
Mentre que els vessants meridionals de les muntanyes d'Alborz solen ser semiàrids o àrids, amb precipitacions irregulars i baixes, els vessants nord de la serralada solen ser humits, especialment a les parts occidentals de l'Alborz central. Als vessants sud o a l'ecoregió de l'estepa forestal de la serra d'Elburz, les elevacions més altes són àrides amb pocs arbres. El ginebre és l'arbre més comú en zones inaccessibles i a gran cota, mentre que els arbustos comuns són el pistatxo, l'auró i l'ametller. Però als vessants nord, l'ecoregió de boscos mixts d'Hircans del Caspi és exuberant i boscosa. La vegetació natural d'aquesta regió creix en diferents zones:
- boscos d'Hircans als nivells més baixos,

- fagedes a la zona mitjana,

- boscos d'alzines a les regions més altes.

El xiprer salvatge és la forma de vegetació dominant en algunes valls, mentre que les oliveres creixen a les valls occidentals de l'Alborz central prop del Sefidrud. Entre els animals i les aus importants que es troben a les aus es troben el cabra cabra bezoar, la guineu de Blanford, la guineu de Rüppell, la guineu vermella, la daina persa, el senglar, l'ós bru del Caucas, el lleopard persa, el llop de l'Índia, l'oca, l'oca, el picot, el voltor leonat i l'àguila. Muntanyes d'Alborz. L'extint tigre Caspi també va viure a les muntanyes d'Alborz.

## Prehistòria
Les proves arqueològiques d'Alborz indiquen que els primers grups humans estaven presents a la regió des d'almenys el Paleolític inferior tardà. La cova Darband situada a la província de Gilan conté proves del Paleolític inferior tardà. Artefactes de pedra i fòssils d'animals van ser descoberts per un grup d'arqueòlegs del Departament de Paleolític del Museu Nacional de l'Iran i ICHTO de Gilan. La presència d'un gran nombre d’ós de les cavernes i restes d'ós bru i rares artefactes de pedra al lloc indica que Darband representa principalment un cau d'ós. La coaparició d'artefactes i ossos d'ós no implica la depredació humana ni la depuració. Com que no hi ha marques clares, excepte alguns signes de cremada als ossos de l'ós, probablement s'acumulen a través de processos naturals. Durant el període del Paleolític Mitjà, probablement els neandertals estaven presents a la regió, ja que els seus fòssils s'han trobat al nord-oest d'Alborz, a la cova d'Azykh. Les seves eines de pedra es van trobar a la cova de Buzeir i a la cova de Kiaram i en molts altres llocs estudiats. L'evidència de l'ésser humà modern prové d'un lloc al costat del riu anomenat Garm Roud a la província de Mazandaran que es remunta a fa uns 30.000 anys.

## Estacions d'esquí
A causa dels grans hiverns nevats de les muntanyes d'Elburz, hi ha diverses estacions d'esquí en diferents indrets de la serra. Alguns d'ells, segons els aficionats a l'esquí, es troben entre els millors del món. Alguns dels més importants són Dizin, Shemshak, Tochal i Darbandsar.

## Muntanyes, cims, llacs alpins i atraccions
Els quatremils d'Elburz amb almenys 300 metres de prominència topogràfica:
|    | Nom          | Alçada (m) | Prominència (m) |
| -- | ------------ | ---------- | --------------- |
| 1  | Damavand     | 5610       | 4661            |
| 2  | Alam-Kuh     | 4828       | 1848            |
| 3  | Kalahoo      | 4412       | 345             |
| 4  | Azad Kuh     | 4398       | 980             |
| 5  | Kholeno      | 4375       | 746             |
| 6  | Fes Khaharan | 4310       | 644             |
| 7  | Avidar       | 4286       | 503             |
| 8  | Gran Nazer   | 4260       | 510             |
| 9  | Kaman-Kuh    | 4234       | 533             |
| 10 | Zarrin-Kuh   | 4198       | 451             |
| 11 | Sarakchal    | 4194       | 317             |
| 12 | Sialan       | 4160       | 1160            |
| 13 | Kolunbastak  | 4156       | 359             |
| 14 | Sha Alborz   | 4125       | 931             |
| 15 | Naz          | 4108       | 1018            |
| 16 | Fes Berar    | 4082       | 1352            |
| 17 | Kahoun       | 4075       | 342             |
| 18 | Varavašt     | 4025       | 852             |
| 19 | Korma-Kuh    | 4020       | 359             |
| 20 | Parchenan    | 4015       | 1144            |
| 21 | Saat         | 4003       | 428             |

Els cims amb altitud de 3800 m - 4000 m, amb almenys 300 metres de prominència topogràfica:
|    | Nom               | Alçada (m) | Prominència (m) |
| -- | ----------------- | ---------- | --------------- |
| 1  | Mishineh Marg     | 3990       | 562             |
| 2  | Tochal            | 3964       | 1164            |
| 3  | Karkas Neshin     | 3950       | 537             |
| 4  | Khashechal        | 3945       | 645             |
| 5  | Vantar            | 3944       | 544             |
|    | Kharsang del Sud  | 3940       | 293             |
| 6  | Sechal            | 3936       | 436             |
| 7  | Sineza            | 3933       | 336             |
| 8  | Shahvar           | 3932       | 1923            |
| 9  | Mehrchal          | 3912       | 759             |
| 10 | Keyoonchal        | 3910       | 390             |
| 11 | Pashooreh         | 3896       | 814             |
| 12 | Nazer petit       | 3881       | 444             |
| 13 | Gavingchal        | 3880       | 344             |
| 14 | Deev Asiab        | 3880       | 421             |
| 15 | Zarrin-Kuh        | 3850       | 858             |
|    | Kushgak (Sorkhak) | 3843       | 299             |
| 16 | Gavkoshan         | 3840       | 1160            |
| 17 | Khozanak          | 3840       | 402             |
| 18 | Asemankuh         | 3819       | 499             |

Els cims amb almenys 1000 metres de prominència topogràfica:
|    | Nom         | Alçada (m) | Prominència (m) |
| -- | ----------- | ---------- | --------------- |
| 1  | Damavand    | 5610       | 4661            |
| 2  | Shahvar     | 3932       | 1923            |
| 3  | Alam-Kuh    | 4828       | 1848            |
| 4  | Neyzeva     | 3730       | 1510            |
| 5  | Fes Berar   | 4082       | 1352            |
| 6  | Tochal      | 3964       | 1164            |
| 7  | Sialan      | 4160       | 1160            |
| 8  | Gavkoshan   | 3840       | 1160            |
| 9  | Parchenan   | 4015       | 1144            |
| 10 | Shahdar Kuh | 3252       | 1107            |
| 11 | Ghadamgah   | 3563       | 1057            |
| 12 | Badleh Kuh  | 3203       | 1036            |
| 13 | Naz         | 4108       | 1018            |

## Llocs
- Maymun-Diz
- Damavand
- muntanya i cim Tochal
- Tangeh Savashi
- Alam Kuh
- Alamut
- Dizin

| Mapa de l'Elburz  | Cims:             | 1 `Alam Kūh |
|                   | 2 Āzād Kūh        | 3 Damāvand  |
| 4 Do Berar        | 5 Do Khaharan     |             |
| 6 Ghal`eh Gardan  | 7 Gorg            |             |
| 8 Kholeno         | 9 Mehr Chal       |             |
| 10 Mīšīneh Marg   | 11 Naz            |             |
| 12 Shah Alborz    | 13 Sīālān         |             |
| 14 Tochal         | 15 Varavašt       |             |
| Rius:             | 0                 |             |
| 1 Alamūt          | 2 Chālūs          |             |
| 3 Do Hezār        | 4 Harāz           |             |
| 5 Jājrūd          | 6 Karaj           |             |
| 7 Kojūr           | 8 Lār             |             |
| 9 Nūr             | 10 Sardāb         |             |
| 11 Seh Hazār      | 12 Shāh Rūd       |             |
| Ciutats:          | 1 Āmol            |             |
| 2 Chālūs          | 3 Karaj           |             |
| Altres:           | D Dīzīn           |             |
| E Emāmzādeh Hāšem | K Kandovān Tunnel |             |
| * Latīān Dam      | ** Lār Dam        |             |